# Bastide

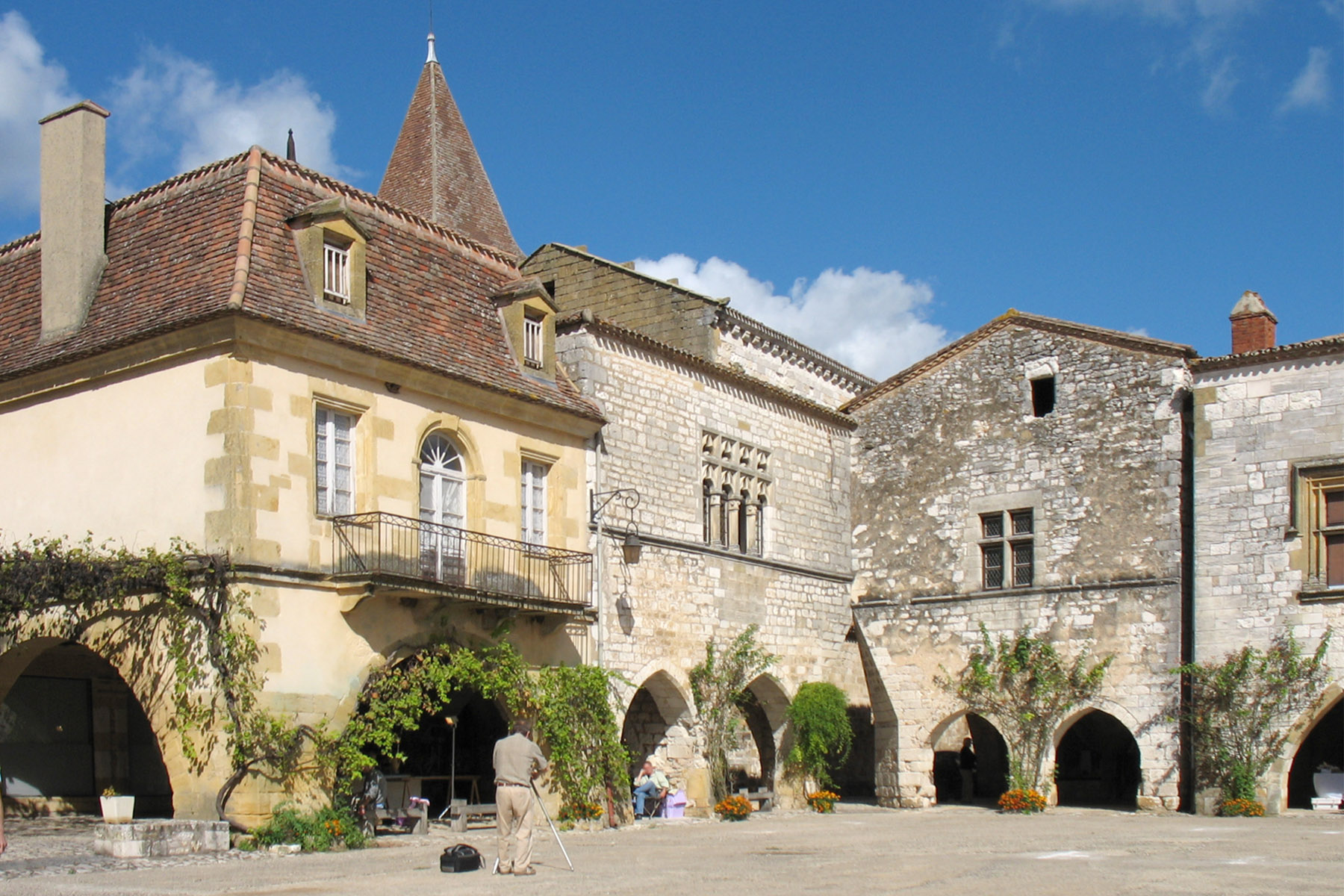
A reconstrução de várias épocas na bastide de Monpazier preservou os couverts da praça do mercado do primeiro planejamento.

Bastides são cidades planejadas fortificadas construídas no Languedoc medieval, Gasconha, Aquitânia, Inglaterra e País de Gales durante os séculos XIII e XIV, embora algumas autoridades contem Mont-de-Marsan e Montauban, que foi fundado em 1144, como as primeiras bastides.
Algumas das primeiras bastides foram construídas sob Raimundo VII de Toulouse para substituir as aldeias destruídas na Cruzada Albigense. Ele encorajou a construção de outros para colonizar o deserto, especialmente do sudoeste da França. Quase 700 bastides foram construídos entre 1222 (Cordes-sur-Ciel, Tarn) e 1372 (La Bastide d'Anjou, Tarn).

## História
Bastides foram desenvolvidos em número de acordo com os termos do Tratado de Paris (1229), que permitiu a Raimundo VII de Toulouse construir novas cidades em seus domínios destruídos, mas não fortificá-las. Quando o Capetian Alphonse de Poitiers herdou, sob um casamento estipulado pelo tratado, este " fundador bastide de energia incomparável " consolidou seu controle regional em parte através da fundação de bastides. Proprietários de terras apoiaram o desenvolvimento de bastides para gerar receitas de impostos sobre o comércio, em vez de dízimos (impostos sobre a produção). Agricultores que optaram por mudar suas famílias para os bastides deixaram de ser vassalos do senhor local e tornaram-se homens livres e o desenvolvimento dos bastides contribuiu para o declínio do feudalismo.
Os novos habitantes foram encorajados a cultivar a terra ao redor da bastide, que, por sua vez, atraiu o comércio na forma de mercadores e mercados. O senhor tributava moradias nas bastides e todo o comércio do mercado. A base legal em que as bastidas foram estabelecidas era a paréage com o poder governante local, com base em um acordo contratual formal por escrito entre o proprietário da terra e um conde de Toulouse, um rei da França ou um rei da Inglaterra. O proprietário pode ser um cartel de senhores locais ou o abade de um mosteiro local.
Responsabilidades e benefícios foram cuidadosamente enquadrados em uma carta, que delineava as franquias ("liberdades") e coutumes ("costumes") da bastide. Os direitos feudais eram investidos no soberano, com o senhor local mantendo alguns deveres como executor da justiça local e intermediário entre os novos habitantes - necessários para construir casas dentro de um determinado período, geralmente um ano, e os representantes do soberano. Os residentes receberam um houselot, um lote de horta (casale) e um lote cultivável (arpent) na periferia das terras da bastide. O salão bastide e a igreja eram geralmente construídos em madeira. Depois que o bastide foi estabelecido, eles foram substituídos por estruturas de pedra.

## Elementos estruturais
O debate acadêmico ocorreu sobre a definição exata de bastide. Agora são geralmente descritos como qualquer cidade planejada e construída como uma única unidade, por um único fundador. A maioria das bastides foi desenvolvida com um layout de grade de ruas que se cruzam, com vias largas que dividem o plano da cidade em insulae, ou quarteirões, através dos quais costuma passar uma via estreita. Elas incluíam uma praça central do mercado cercada por arcadas (couverts) por onde passavam os eixos das vias públicas, com uma área coberta de pesagem e medição. A praça do mercado costumava fornecer o módulo em que a bastide é subdividida. O modelo romano, o castro com sua planta quadrada e fórum central, era inevitável em uma região, uma vez que os precedentes de planejamento romano sobreviveram em cidades medievais como Béziers, Narbonne, Toulouse, Orange e Arles. A região das bastides fora um dos últimos postos avançados da Antiguidade Tardia no Ocidente.

### Praça central

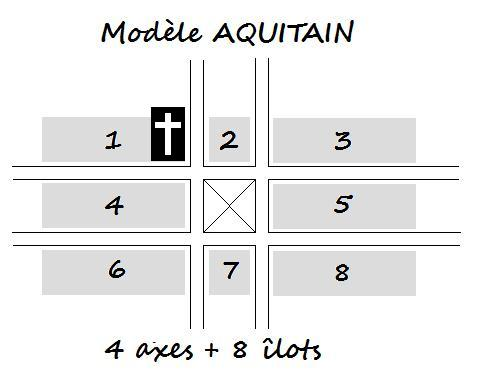
O modelo de Aquitain de um bastide

A principal característica de todas as bastides é um lugar central, aberto ou quadrado. Era usado para mercados, mas também para encontros políticos e sociais. Uma praça típica, (que provavelmente foi um modelo para outras bastides), pode ser encontrada em Montauban.
Geralmente, há apenas um quadrado. Saint-Lys e Albias são diferentes porque têm duas praças, uma para o mercado e outra para a igreja.
A praça também é usada para dividir a cidade em bairros. Geralmente, fica fora da rua principal (o eixo) que transportava o tráfego. Existem três layouts possíveis: Completamente fechado: A praça não toca em nenhuma rua. Esses são muito raros; há um exemplo em Tournay com um tamanho de 70 metros (230 ft) por 72 m (236 ft)). Eixo único: O design de eixo único do bastide faz com que todas as estradas corram em uma direção e sejam paralelas. Aqui e ali, há becos cortados entre as estradas. A praça está situada entre duas estradas. Esses quadrados são geralmente 50 m (164 ft) a 55 m (180 ft) em cada lado. Layout de grade; geralmente baseado na praça em Montauban. Geralmente, o lugar mais plano na bastide era usado para o quadrado.

### Igreja
A igreja quase nunca ficava na praça central, mas geralmente em ângulo, voltada para a praça na diagonal. Uma das raras exceções é Villefranche-de-Rouergue, mas esta foi construída dois séculos depois da praça.

### Casas

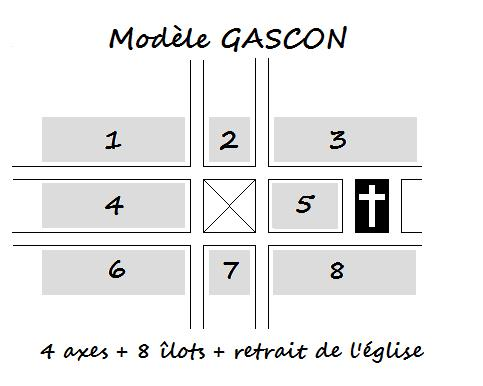
Maquete de Bastide em Gascon

Havia regras claras sobre como as casas poderiam ser construídas dentro da bastide. A frente das casas, as fachadas, tiveram que se alinhar. Além disso, deveria haver um pequeno espaço entre as casas. Os diferentes lotes residenciais eram todos iguais, 8 m (26 pés) por 24 m (79 ft) sendo um tamanho comum. Havia apenas um número limitado de lotes. Isso variou entre dez e vários milhares (3.000 em Grenade-sur-Garonne)

### Ruas
As ruas eram geralmente 6 m (20 ft) - 10 m (33 pés) de largura, para que uma carruagem pudesse passar. Eles corriam ao lado das fachadas das casas. Vielas correm entre as ruas, geralmente são apenas 5 m (16 ft) - 6 m (20 pés) de largura. Às vezes, eles são apenas 2 m (7 ft) - 2,5 m (8 pés) de largura. Em uma bastide, geralmente havia entre uma e oito ruas.

### Muralhas da cidade
Quando as bastides foram fundadas, a maioria não tinha muralhas ou fortificações, porque foi uma época de paz na história, e as muralhas foram proibidas pelo Tratado de Paris (1229). As fortificações foram adicionadas posteriormente e pagas por meio de um imposto especial ou executadas por meio de uma lei que exigia que a população da cidade ajudasse na construção dos muros. Um bom exemplo é Libourne. Dez anos após a fundação da cidade, as pessoas pediram dinheiro para construir muralhas. Depois de receber o dinheiro, eles o gastaram para tornar a cidade mais bonita, em vez de construir muros. 
No início da Guerra dos Cem Anos, muitas bastides que não tinham muralhas foram destruídas. Alguns dos outros rapidamente construíram paredes de pedra para proteger a cidade.

## Estrutura e localização

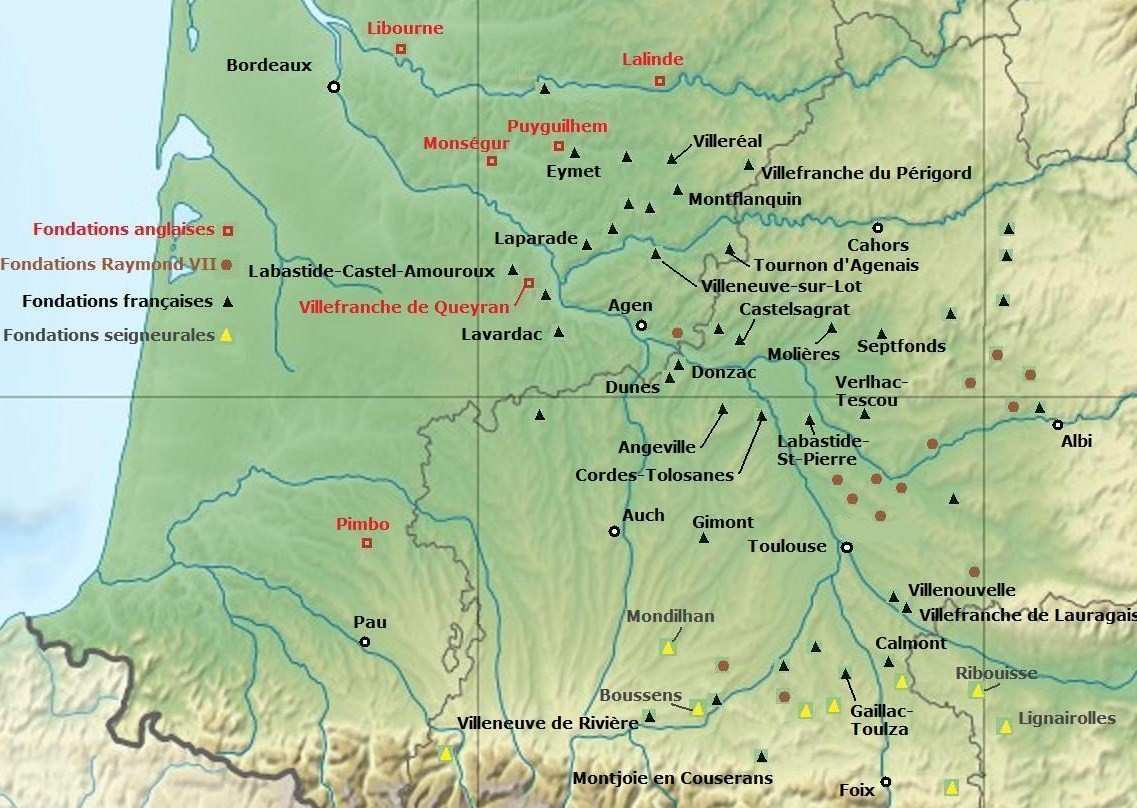
Bastides em 1271

A facilidade de arrecadação de impostos foi outro motivo para o layout da grade, já que a vila era tributável módulo por módulo, e a área central organizada. As formas dos bastides resultaram "da fricção gerada pela interação, conveniência, pragmatismo, compromisso legal e lucro", observou Adrian Randolph em 1995. Mais raramente, essas cidades planejadas foram desenvolvidas de acordo com um plano circular. Algumas bastidas não foram planejadas geometricamente: "A geometria do bloco das bastidas não era uma estrutura rígida na qual uma cidade fosse comprimida; ela se assemelha mais a uma rede, lançada sobre o local e adaptando-se às suas nuances", observa Randolph.
A maioria das fortalezas foram construídas no Lot-et-Garonne, Dordogne, Gers e Haute-Garonne departamentos da França, por causa da altitude e da qualidade do solo. Alguns foram construídos em importantes posições defensivas. A mais conhecida hoje é provavelmente Andorra-a-Velha, mas a mais populosa é Villeneuve-sur-Lot, a "nova cidade no rio Lot".